# Mireia Borrás Pabón
Mireia Borrás Pabón   (Madrid, 14 d'octubre de 1986) és una política espanyola diputada de Vox al Congrés dels Diputats per la Comunitat de Madrid des del 3 de desembre de 2019. És llicenciada en Econòmiques i Periodisme, i Màster en Finances per la Universitat Carles III de Madrid, i un màster en Direcció i Gestió d'Empreses de Moda, gràcies a una beca l'any 2015 del Centro Superior de Diseño madrileny. Ha estat també consultora en dues de les quatre Big Four, primer a KPMG Espanya i posteriorment a Ernst & Young (EY) a Londres, col·laborant també com a consultora freelance en projectes d'impacte social, i ha fundat dues empreses relacionades amb tecnologia i la sostenibilitat. Mireia Borrás és també accionista de l'empresa GoiPlug de la qual posseeix el 51% de les accions del grup, una empresa dedicada a la fabricació de bateries portàtils ecològiques. El seu compromís amb la defensa del medi ambient sovint hauria sigut assenyalat perquè podria contradir la postura negacionista del canvi climàtic de Vox, però Mireia no s'ha pronunciat al respecte, i només s'ha limitat a assistir a actes com la Conferència de l'ONU sobre el Canvi Climàtic 2019 sense fer-hi declaracions.